# 新世界 (大阪)

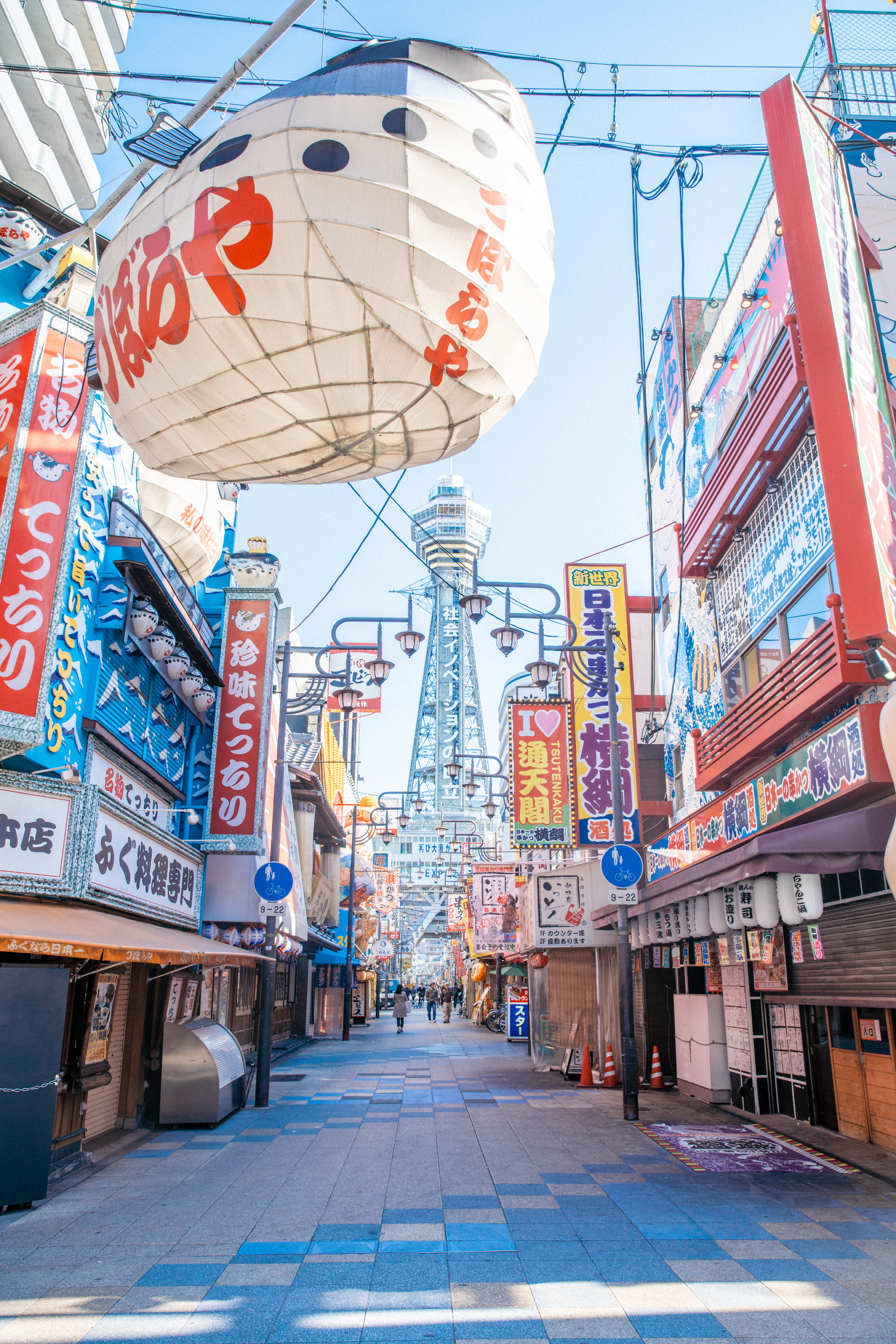
新世界

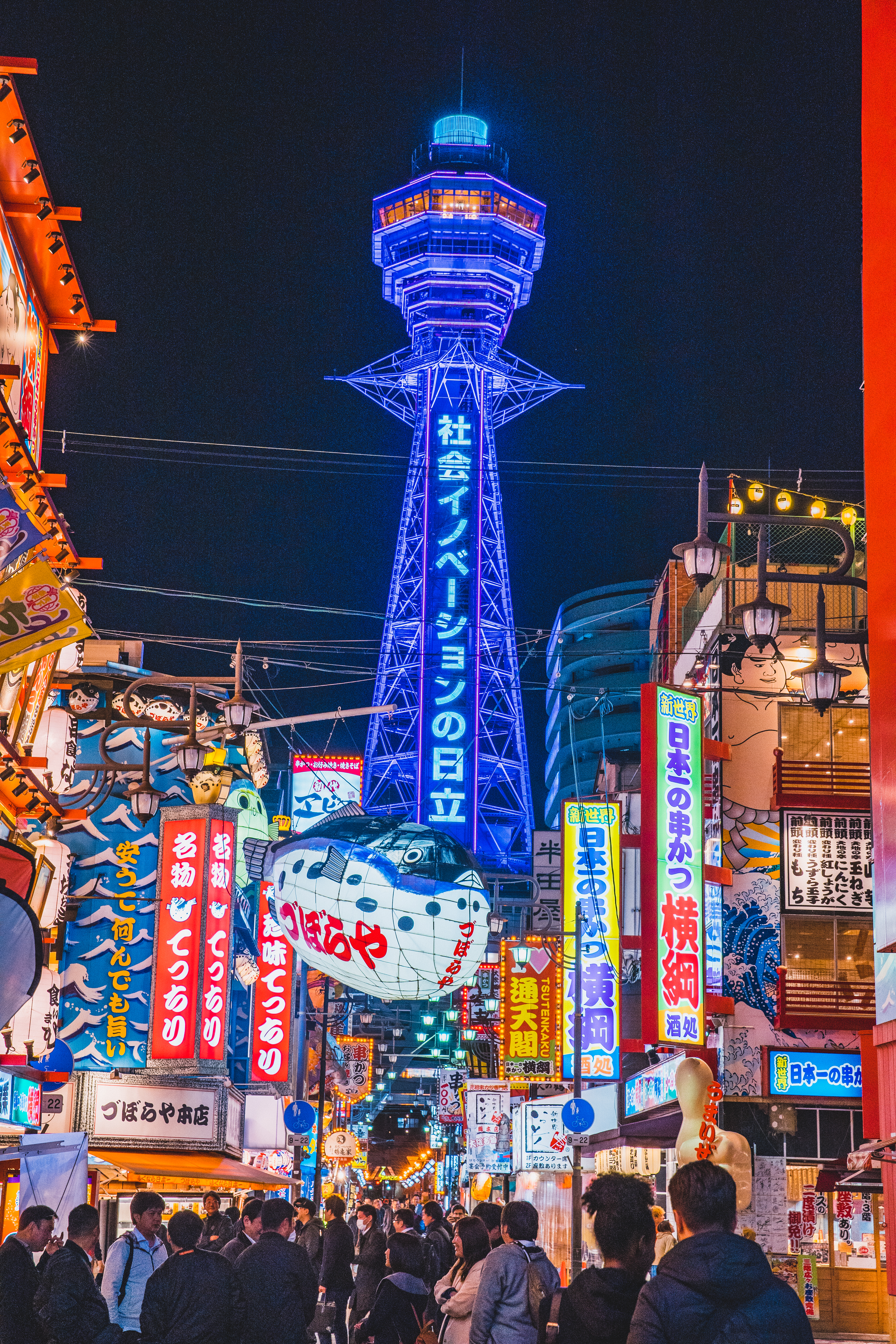
夜景

新世界（日语：／ Shinseikai */?）是位於日本大阪府大阪市浪速區惠美須東的商圈（繁華街）。中央北邊是通天閣、南東部為南陽通商店街。

## 交通
- 惠美須町站 - 阪堺電氣軌道阪堺線、大阪地下鐵堺筋線
- 南霞町站 - 阪堺電氣軌道阪堺線
- 動物園前站 - 大阪地下鐵御堂筋線・堺筋線
  - 「新世界」
- 新今宮站 - JR西日本關西本線・大阪環状線 、南海本線・高野線
- 今宮戎站 - 南海高野線